# بالادسته رکن‌کلا
بالادسته رکن‌کلا، روستایی است از توابع شهرستان سیمرغ در استان مازندران ایران.

## جمعیت
این روستا در کیاکلا قرار داشته و براساس آخرین سرشماری مرکز آمار ایران که در سال ۱۳۸۵ صورت گرفته، جمعیت آن ۱۱۹۰نفر (۳۲۸خانوار) بوده‌است.